# Mindorodwergooruil
De mindorodwergooruil (Otus mindorensis) is een uil die alleen voorkomt op het Filipijnse eiland Mindoro.

## Beschrijving
De mindorodwergooruil is een kleine monotypische dwergooruilensoort. Zijn lengte, inclusief staart, is gemiddeld 17 centimeter en hij heeft opvallende rechtopstaande oorveren. Uiterlijk lijkt hij sterk op de mindanaodwergooruil, maar de mindorodwergooruil is wat meer donkerrood en donkerbruin gevlekt. De onderzijde is wat lichter van kleur dan de rest van het lichaam. Hij heeft een moeilijk te onderscheiden roestkleurige nekkraag. Delen van de vleugelveren zijn bedekt met roodbruine en vaalwitte vlekken. De poten zijn voor de helft bedekt met veren. De bovenzijde van de snavel is donkerbruin, de onderzijde olijfkleurig oranje. De ogen van de mindorodwergooruil zijn vaalgeel van kleur.

## Verspreiding en leefgebied
De mindorodwergooruil werd tot voor kort alleen waargenomen op Mount Halcon, Mindoro, waar ze leven in de hoger gelegen nevelwouden vanaf 1000 meter boven zeenniveau. Recent werd de soort echter ook aangetroffen in Mounts Iglit-Baco National Park tussen 700 en 900 meter hoogte, waar ze leven in verspreid liggende stukjes aangeplant bos. Over de voortplanting van deze soort in het wild is niet veel bekend. Wel zijn er exemplaren met vergrote gonaden waargenomen in januari en mei.

## Status
De mindorodwergooruil heeft een beperkt verspreidingsgebied en daardoor is er kans op uitsterven. De grootte van de populatie wordt geschat op 15 tot 30 duizend individuen en gaat in aantal achteruit. Het tempo ligt bij de 30% in tien jaar (dan 3,5% per jaar). Om deze redenen staat deze dwergooruil als gevoelig op de Rode Lijst van de IUCN.